# ユキヒーロープロレス
ユキヒーロープロレス( 英：YUKIHERO PRO-WRESTLING )は、2012年にスタートしたファッションブランド。「誰かのヒーローになれる服」をコンセプトにしている。

## 経歴
2012年4月「ユキヒーロープロレス」がスタートする。同年「Tokyo新人デザイナーファッション大賞」プロ部門に選出される。
2013年、NHK「TOKYO FASHION EXPRESS」にて密着取材を受ける。ニューヨークファッションウィーク期間中にショールームにて海外での初個展を開催。香港にて展示会、ブラジルにてファッションショーを開催する。円谷プロダクション創立50周年記念のコラボレーション商品を発表する。
2014年、東京コレクションにて円谷プロダクションとのコラボレーションファッションショーを行う。ウルトラマンやウルトラ怪獣をモチーフにしたコレクションを発表し、ウルトラマンと怪獣たちもランウェイに登場した。キン肉マンとのコラボレーションを発表。
2015年、「Tokyo新人デザイナーファッション大賞」プロ部門に再選出される。フランス・パリで開催された「JAPAN EXPO」に参加。フランスの老舗ショールーム「mc2」にて取り扱われる。ラフォーレ原宿POP UP SHOP中にプロレス団体「FREEDOMS」を招いて、閉店後店内でのプロレスを企画し、エキシビションマッチを開催した。同POP UP SHOPにて新日本プロレス 矢野通とのコラボレーションイベントも開催する。東京コレクションでのジョイントショーでは、日本のロックバンド「CYBER NEW NEW」とアイドルグループ「仮面女子」とコラボレーションし、ランウェイショーを行う。
2016年、2016-17AWコレクションで東京コレクションに単独参加を果たす。当日はタワーレコード渋谷店の屋上にランウェイを作り、音楽デュオ「Hocori」の生演奏と、プロレスラー「火野 裕士」をモデルゲストに迎えショーを行った。この時期にNHK「TOKYO FASHION EXPRESS」にて密着取材を再度受ける。BSフジ「MDNA SKIN presents ANSWERS」に出演。2015年に続きフランス・パリでの「JAPAN　EXPO」へ参加。2017SSコレクションで「モンチッチ」とのコラボレーションを発表する。
2017年、4月27日に格闘技の聖地、水道橋にユキヒーロープロレスの直営店「REBLICHAL(レブリチャル)」をオープンさせる。リトアニアで開催される「nowjapan」に招待を受け、現地でファッションショーを行う。2018SS Collectionではミュータントタートルズとのコラボレーションを発表し、東京コレクションのランウェイにミュータントタートルズが登場し、会場を沸かせる。ユキヒーロープロレス×ミュータントタートルズ×新日本プロレス(真壁刀義・棚橋弘至・内藤哲也・オカダカズチカ)とのトリプルコラボレーションアイテムを発表。新日本プロレス 真壁刀義 デビュー20周年記念のコラボレーションアイテムをデザイン・製作・イベント企画をする。横浜市磯子区90周年記念グッズのデザイン・製作を担当する。「マジンガーＺ」とのコラボレーションを発表。「JAPAN JAM2017」にてアーティストKREVAに衣装提供。「Mgirl No20」 にてモデル 森星 着用衣装提供。
2018年、テレビ朝日「じゅん散歩」にてREBLICHALが紹介される。ラフォーレ原宿で行われたファッションイベント「FANTASHION」にてモデルの三戸なつめがユキヒーロープロレスのインスタレーションに登場する。代々木公園にてプロレス団体プロレスリング・ノアとコラボレーションし、所属の選手がユキヒーロープロレスの衣装を着てファッションショーを行う。アメリカ・ラスベガスで開催された合同展示会「MAGIC」に招待され、出展する。歌手・和田アキ子とのコラボレーションを発表。プロレスラー・越中詩郎とのコラボレーションを発表。北斗の拳とのコラボレーションを発表。石森プロ サイボーグ009とのコラボレーションを発表。ダイナミックプロ マジンガーZとのコラボレーションを発表。プロレスラー　アジャコングとのコラボレーションを発表。WWE 中邑真輔とのコラボレーションを発表。新日本プロレス 高橋ヒロムのダリルjr.とのコラボレーションを発表。プロレスラー ケニー・オメガとのコラボレーションを発表。
新日本プロレス 小島聡とのコラボレーションを発表。
2019年、CHINA FASHION WEEK にて招待を受け、中国でファッションショーを行う。代々木公園にてプロレス団体DDTとコラボレーションし、ファッションショーを行う。同日開催したDDTの大会では「ユキヒーロープロレスコラボマッチ」が組まれ、ユキヒーロープロレスの服を選手が着用し、試合が行われた。西武池袋本店POP UP SHOPにて、百貨店の閉店時間後に行われる音楽ライブを企画し、開催した。ブラジルのテレビ番組にてブランドが紹介される。
プロレスラー 獣神サンダーライガーとのコラボレーションを発表。プロレスラー 蝶野正洋とのコラボレーションを発表。プロレスラー 飯伏幸太とのコラボレーションを発表。
2020年、弟38回毎日ファッション大賞、新人賞・資生堂奨励賞にノミネートされる。フォトグラファー 山城昌俊氏、華道家 大薗彩芳、映像作家 鈴木靖二郎と共に西武渋谷店にて異業種アーティストが揃ったイベント「守破離」を行う。西武渋谷店での取り扱いがスタート。山城昌俊が手がける雑誌 「NO magazine」とのコラボレーションを発表。ユキヒーロープロレス×マジンガーZ×大日本プロレスとのトリプルコラボレーションを発表。
2021年、日本テレビ「モヤモヤさまぁ～ず2」にてREBLICHALが紹介される。ケーブルテレビ局東京ケーブルネットワーク（TCN）「てれらじ あらぶんちょ！」に出演。映画「東京リベンジャーズ」劇中でタケミチ役の北村匠海がユキヒーロープロレスの商品を着用する。俳優 松田凌とのコラボレーションを発表。タツノコプロ「ヤッターマン ドロンジョ」とのコラボレーションを発表。ダイナミックプロ「ゲッターロボ」とのコラボレーションを発表。
2022年、ブランド10周年、REBLICHAL開業5周年を迎える。「REBLICHAL COLLECTION」と「MORNING SHOOT COLLECTION」を発表。テレビ東京系「おはスタ」とのコラボレーションを発表。タツノコプロ「昆虫物語 みなしごハッチ」とのコラボレーションを発表。
2023年、「BATTLE OF LEGENDS COLLECTION」と「Ⅱ-RING COLLECTION」を発表。ザ・リーサルウェポンズとのコラボレーションを発表。ダイナミックプロ「デビルマン」とのコラボレーションを発表。

## ショップ
REBLICHAL(レブリチャル)

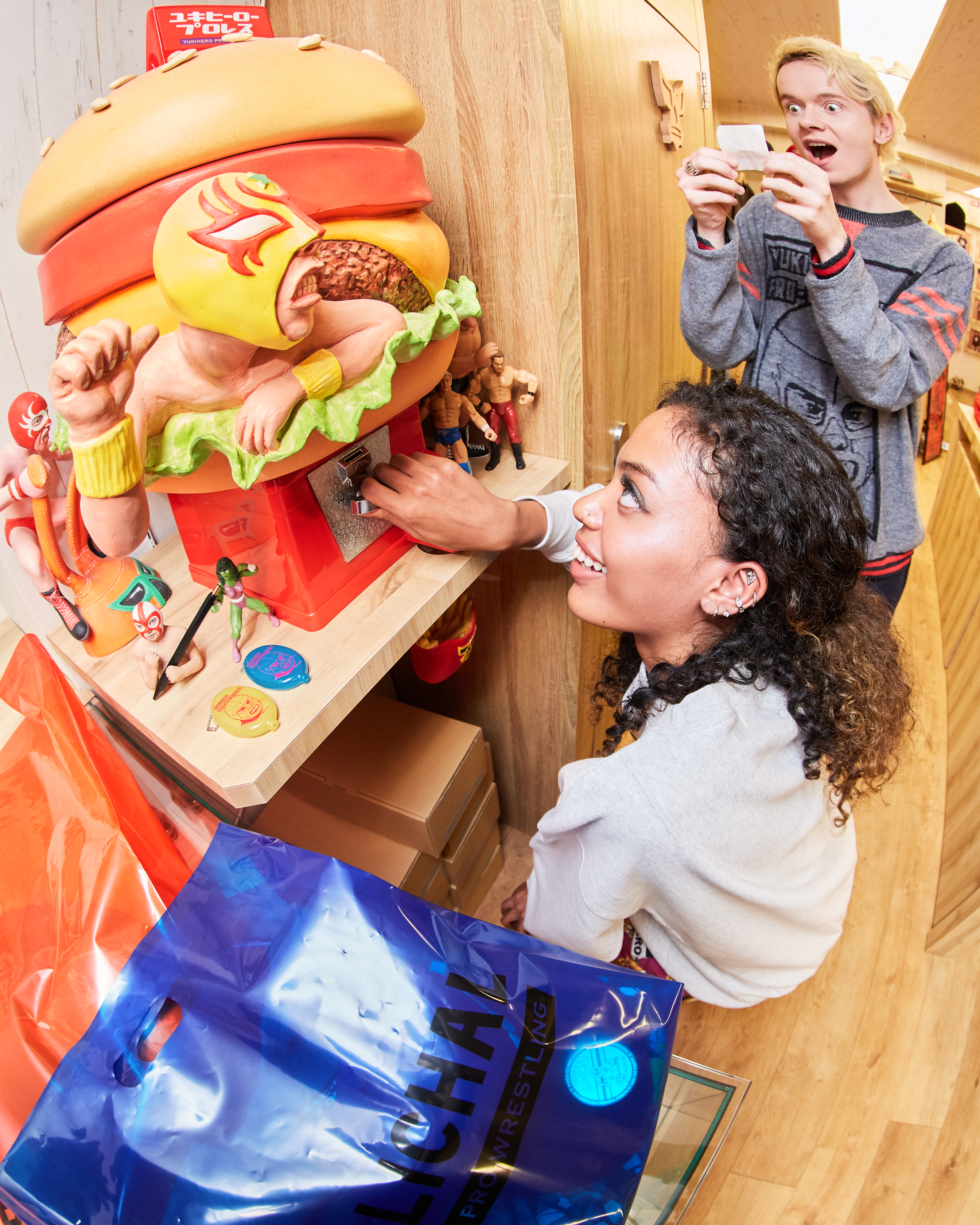
ユキヒーロープロレスのショップREBLICHAL

2017年4月27日に格闘技の聖地「水道橋」にユキヒーロープロレスの直営店がオープン。
ショップのコンセプトは「誰かのヒーローになれる店」
店内はプロレスのリングのハンガーラックや、ガチャガチャ、マジンガーZとコラボレーションしたマネキンなど、オリジナルの什器を使ってディスプレーされている。

## スタイリング
- Amazon Japan ECサイトのスタイリング(2013年～)
- USAGI ONLINE ECサイトのスタイリング(2013年)
- ケツメイシ「親父のメール」MV衣装スタイリング(2014年)
- カシオ計算機株式会社　時計新製品発表会の空間デザイン・スタイリング(2015年)
- 映画 「アウターマン」衣装スタイリング(2015年)
- ドラマ「飴とキス」衣装スタイリング(2015年)
- 三越伊勢丹 ECサイトのスタイリング(2015年)
- mirabella　ECサイトのスタイリング(2015年)
- パシフィコ横浜で開催されたカメラの展示会CP+にてCASIOブースの空間デザイン・スタイリング(2016年)
- CASIO BABY-G 広告衣装スタイリング(2016年)
- 世界最大の宝飾と時計の見本市 スイス・バーゼルワールド CASIOブースの空間デザイン・スタイリング(2016年,2019年)
- 映画「縁～The Bride of Izumo～」衣装スタイリング(2016年)
- 映画 「大怪獣モノ」衣装のスタイリング(2016年)
- omni7　ECサイトのスタイリング(2016年)
- TAKA-Q　ECサイトのスタイリング(2016年)
- ロッテ「Fit's」広告衣装スタイリング(2017年)
- Mr.Babe Magazine VOL.05 新日本プロレス 真壁刀義 衣装スタイリング(2017年)
- Acecook スーパーカップMAX CM広告の衣装スタイリング・製作(2018年)
- サッポロ 「ホワイトベルグ」CM広告のスタイリング(2018年)
- キリン 「午後の紅茶」広告キャンペーン 新日本プロレス 真壁刀義の衣装スタイリング(2018年)
- 映画「Sea Opening」衣装スタイリング(2018年)
- アメックスカード PR動画　新日本プロレス 真壁刀義の衣装スタイリング(2019年)
- WebドラマIndeed 「アスタリスクの花」衣装スタイリング(2019年)
- Webドラマホットペッパービューティー「春、変わる時」衣装スタイリングを担当(2019年)
- MONCLER ECサイトのスタイリング(2019年)
- 東京ディズニーリゾート「ベイマックスのハッピーライド/ビッグポップ」CM広告の衣装スタイリング(2020年)
- SNSドラマ「僕らのリアルはここにある」衣装スタイリング(2021年)
- SABONのコマーシャル動画にて窪塚愛流、なえなの、田中洸希、池田直人、そわんわんの衣装スタイリング(2022年)
- New Balance広告「DISH//が選ぶNB女子コーデ」衣装スタイリング(2022年)
- hoyu Beautylaboホイップヘアカラー オリジナルショートドラマ「Eighteen Color-18才、私の色。-」の衣装スタイリング(2022年)
- Snapchat Japan【100日目のストリーク篇】【わたしたちの1年間篇】【無口な彼氏篇】【食レポ篇】の衣装スタイリング(2022年)
- ロッテ 雪見だいふくTV CM 『弾むぷにぷにモチ』編の衣装スタイリング(2022年)
- New Balance「#MyBuddy996」広告の衣装スタイリング(2022年)
- New Balance「#MyBuddy530」「#MyBuddy725」「#MyBuddy996」広告の衣装スタイリング(2023年)

## デザイン・衣装製作
- 舞台「ロールシャッハ」劇中衣装を製作(2012年)
- 女子プロレスラー 夕陽のコスチュームをデザイン・製作(2012年)
- アントニオ猪木創業のIGFにてコスチュームのデザイン(2013年)
- 文化服装学院90周年記念を記念したTシャツのデザイン(2013年)
- プロレス団体LLPWXのグッズデザイン(2013年)
- 映画「中学生円山」劇中衣装製作を担当(2013年)
- 映画「R100」劇中衣装製作を担当(2013年)
- 超特急「BULLET TRAIN ONEMAN SHOW SPRING HALL TOUR 2015 “ 20億分のLINK 僕らのRING ”」ライブ衣装をデザイン・製作(2015年)
- Hocori 「Tag」CDジャケット デザイン(2015年)
- 元プロレスリングノア 原田大輔のコスチュームをデザイン・製作(2015年)
- フリーダムズ 葛西純のコスチュームをデザイン・製作(2015年)
- タワーレコード渋谷店3周年 ビジュアルポスターデザイン(2016年)
- 夢みるアドレセンス「ようこそ！ユメ(トモ)の国ツアー2016」ツアー衣装をデザイン・製作(2016年)
- プロレスラー 火野裕士のコスチュームをデザイン・製作(2016年)
- JRA × 新日本プロレスコラボ　覆面レスラー　マスクドホース/ブラックマスクドホース衣装製作(2017年)
- 新日本プロレス 真壁刀義のコスチュームをデザイン・製作(2017年)
- 横浜市磯子区90周年記念グッズのデザイン・製作(2017年)
- テンプスタッフ CM広告の新日本プロレス 棚橋弘至の衣装の製作(2018年)
- 映画「パパはわるものチャンピオン」劇中コスチューム衣装のデザイン・製作(2018年)
- 新日本プロレス 後藤洋央紀のコスチュームをデザイン・製作(2018年)
- スポンジ・ボブ×アイドルグループ Milkコラボレーション商品のデザイン・製作・イベント企画(2018年)
- 歌手・和田アキ子 50周年記念商品デザイン(2018年)
- WWE IYO SKYのコスチュームをデザイン・製作(2019年)
- Häagen Dazs TRAVELING SHOP オープン記念イベント 新日本プロレス 真壁刀義の衣装製作(2019年)
- 打首獄門同好会 MV 「 YES MAX 」衣装製作(2019年)
- 株式会社ロッテ プロモーション 「パイの実 × Uber Eats」プロモーショングッズの製作(2019年)
- スターダム 花月・岩谷麻優タッグコスチュームをデザイン・製作(2020年）
- スターダム 中野たむのコスチュームをデザイン・製作(2020年）
- 東京女子プロレス 伊藤麻希のコスチュームをデザイン・製作(2020年）
- ガンバレプロレス まなせゆうなのコスチュームをデザイン・製作(2020年）
- 「ザ・リーサルウェポンズ」アイキッドのプロレスマスクを製作(2021年）
- 東京女子プロレス 山下美優のコスチュームをデザイン・製作(2021年）
- 新日本プロレス マスター・ワトのコスチュームをデザイン・製作(2021年）
- アクトレスガールズ MARUのコスチュームのデザイン・製作(2022年)
- タレント フワちゃんのプロレスラーデビュー戦のコスチュームのデザイン・製作(2022年)
- 桃野陽介生誕記念ワンマンライブ【40】にて記念グッズをデザイン・製作(2023年)
- ザ・リーサルウェポンズのグッズをデザイン・製作(2023年)